# Stéphane Lippert
Pour les articles homonymes, voir Lippert.
Stéphane Lippert, né le 12 juillet 1966 à Colmar (Haut-Rhin), est un journaliste français de télévision. Après avoir présenté les éditions nationales des journaux télévisés de France 3 pendant de nombreuses années, il rejoint le service des sports de France Télévisions en 2019.

## Biographie

### Début de carrière en tant que journaliste sportif
En 1989, il est diplômé du Centre universitaire d'enseignement du journalisme (CUEJ), une école de journalisme de Strasbourg.
De 1992 à 1996, il travaille au service des sports de Canal+ pour les émissions Jour de foot et L'Équipe du dimanche.
De 1999 à 2002, il présente les soirées du championnat de France de football sur TPS, animant chaque samedi le tour des stades depuis les stades de Ligue 1. Il présente aussi les soirées de Ligue des champions et les quinzaines du Tournoi de Roland-Garros. Pendant cette période, il commente aussi des dizaines de matches de championnat et de coupe de France en compagnie de consultants comme Jean-Michel Larqué, Raymond Domenech, Jean-Marc Ferreri ou Maxime Bossis. En 2002, Estelle Denis lui succède.

### Présentateur des journaux télévisés
De 1989 à 1996, Stéphane Lippert travaille dans les stations régionales de France 3 Amiens, Rouen, Paris et Reims comme présentateur et reporter. En 1996, il rejoint Lille pour présenter le journal télévisé du soir de l'édition régionale de France 3 Nord-Pas-de-Calais.
Choisi après un casting de présentateurs régionaux, il est appelé par France 3 à Paris en 1999 pour présenter l'émission nationale Régions.com, un magazine d'actualité en direct chaque jour à la mi-journée. En 2001, il rejoint la rédaction nationale, où il est grand reporter et remplaçant d'Élise Lucet puis d'Audrey Pulvar au 19/20. Le 19/20 attire alors parfois plus de 7 millions de téléspectateurs. Le 28 mai 2005, il réalise une interview de Nicolas Sarkozy dans laquelle celui-ci reconnaît des problèmes conjugaux avec sa femme Cécilia. 
En septembre 2006, Stéphane Lippert est nommé aux commandes de l'édition quotidienne du 12/13. Dans son journal, il reçoit régulièrement des invités. Pendant 4 ans, il interviewe près de 500 personnalités notamment politiques et artistiques. Samuel Étienne lui succède en septembre 2010.
De septembre 2010 à janvier 2011, il présente le Soir 3 de la semaine sur France 3, avant l'arrivée de Patricia Loison. À partir de cette date, il a présenté le 12/13 et le 19/20 du week-end pendant les vacances de Catherine Matausch,, ainsi que le 19/20 semaine pendant les congés de Carole Gaessler et le Soir 3 pendant les vacances de Patricia Loison. Le 4 août 2019, Stéphane Lippert a présenté ses dernières éditions aux commandes du 12/13 et du 19/20. Il précise à cette occasion avoir présenté exactement 1709 JT nationaux su France 3.

### Retour aux sports
En septembre 2019, il rejoint la rédaction des sports de France Télévisions pour occuper un poste de rédacteur en chef pour la partie football des émissions Stade 2 et Tout le sport sur France 3.
En 2021, il commente les cérémonies d'ouverture et de clôture des Jeux paralympiques de Tokyo avec Ludivine Loiseau.
Durant les Jeux olympiques 2024 à Paris, il commente les épreuves de hockey sur gazon avec Matthias Dierckens et Sophie Llobet. Durant les Jeux paralympiques, il commente le cyclisme sur piste avec Jérôme Dupré. Il commente notamment les titres paralympiques de Dorian Foulon, Alexandre Léauté et Marie Patouillet.